# Nakajima Ki-115
Nakajima Ki-115 «Tsurugi» (яп. キ115 剣 «Цуругі» («Шабля»)) — серійний бомбардувальник-камікадзе Імперської армії Японії  періоду Другої світової війни.

## Історія створення
Наприкінці 1944 року основним способом боротьби японців з кораблями союзників стали атаки камікадзе. Командування флоту розглядало можливість використання для цього застарілих машин, знятих з озброєння, але прийшло до висновку, що їх використання буде неефективним, оскільки, як показав досвід, навіть сучасним машинам важко прорватись до цілі крізь щільну ППО. Тому у січні 1945 року флот доручив фірмі Nakajima розробку одноразового літака для пілотів-самогубців. Літак мав бути максимально простим у виробництві та експлуатації, мав виготовлятись на неавіаційних заводах низькокваліфікованим персоналом, легким у пілотуванні та здатним нести одну 800-кг бомбу. Максимальна швидкість повинна була становити 340 км/год з випущеним шасі і 515 км/год без шасі. На літак дозволялось ставити будь-який двигун потужністю 800-1300 к.с.
Головним інженером проєкту став Аорі Куніхіро, який очолював групу з дослідницького інституту Мітаки і мануфактури Ота. Літак отримав позначення Ki-115 «Цуругі» («Шабля»). Він мав максимально просту конструкцію з відкритою кабіною, та шасі, яке могло скидатись зразу після зльоту. На літак можна було встановити будь-який двигун, але реально на всіх машинах стояв двигун Nakajima Ha-35. Перший прототип був готовий у березні 1945 року, але випробування виявили ряд проблем. Використання шасі без амортизаторів та погана оглядовість вперед робили зліт дуже важкою задачею, особливо для малодосвідчених пілотів. Стійки шасі довелось доопрацювати. Літак отримав амортизатори, закрилки та твердопаливні прискорювачі для розгону в останній атаці. 
Випробування були завершені у червні 1945 року і флот замовив виготовлення 104 машин, які отримали позначення Ki-115a. До закінчення війни замовлення було виконане, але жоден літак так і не був використаний. Розроблявся також суцільнодерев'яний варіант Ki-115b, а також спрощений варіант Ki-230, але жодної машини виготовлено не було.
Флот також зацікавився літаком Ki-115, і йому були передані 2 екземпляри для виготовлення штурмовика-камікадзе під назвою «Тока» («Квітка гліцинії»). На флотський варіант планувалось встановлювати двигуни, які відпрацювали свій ресурс, але жоден літак також не був виготовлений.

## Тактико-технічні характеристики

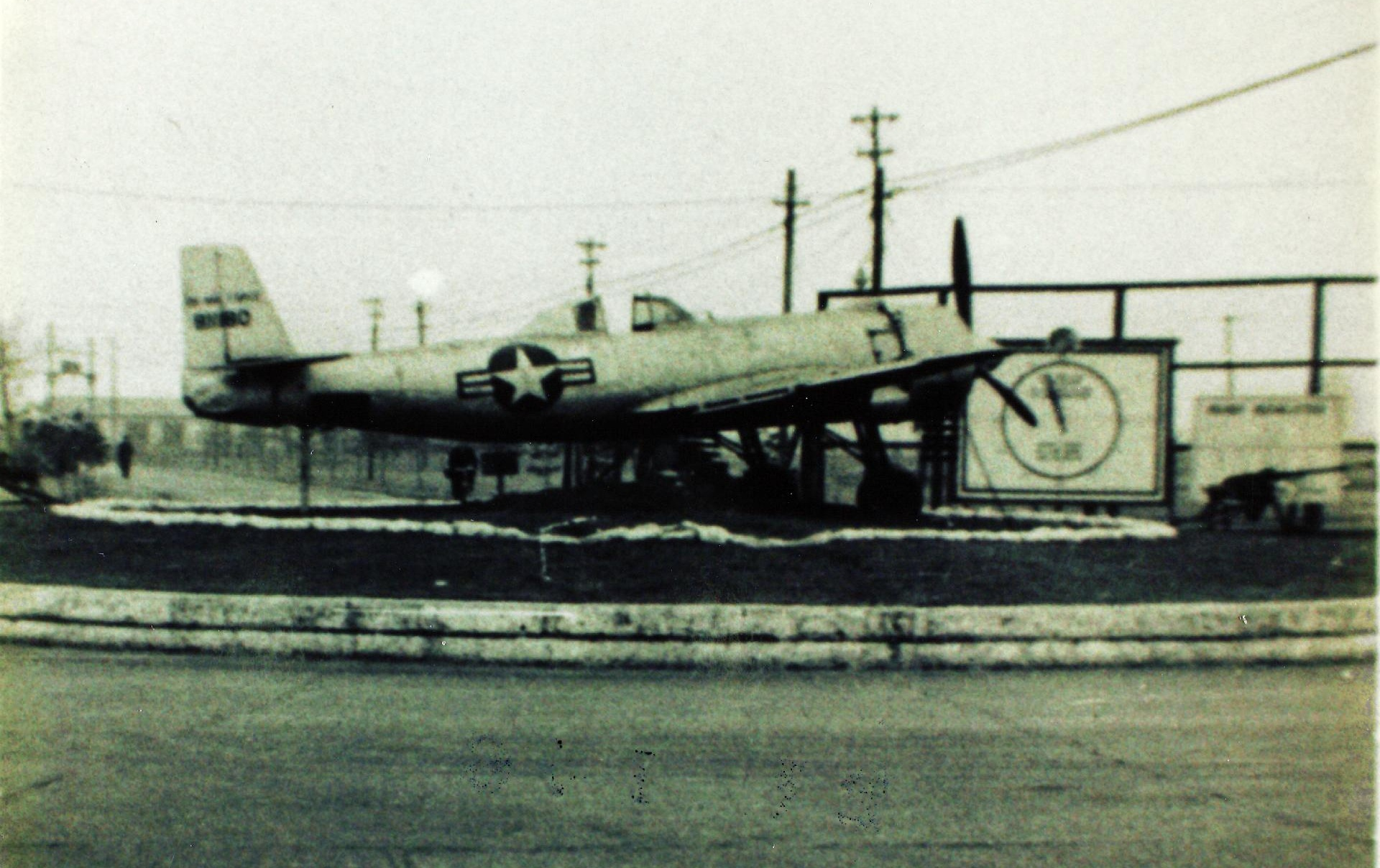
Ki-115 при в'їзді на військову базу Йокота. Виставлявся з 1945 до 1952 року

### Технічні характеристики
|                       | Ki-115a                     | Ki-115b                     |
| --------------------- | --------------------------- | --------------------------- |
| Екіпаж                | 1 особа                     | 1 особа                     |
| Довжина               | 8,55 м                      | 8,55 м                      |
| Висота                | 3,3 м                       | 3,3 м                       |
| Розмах крил           | 8,6 м                       | 9,72 м                      |
| Площа крил            | 12,40 м²                    | 14,50 м²                    |
| Маса пустого          | 1 640 кг                    | 1 690 кг                    |
| Маса спорядженого     | 2 580 кг                    | 2 630 кг                    |
| Максимальна маса      | 2 880 кг                    | -                           |
| Навантаження на крило | 208 кг/м2                   | 187 кг/м2                   |
| Двигуни               | 1 х Nakajima Ha-35          | 1 х Nakajima Ha-35          |
| Потужність            | 1 150 к. с.                 | 1 150 к. с.                 |
| Питома потужність     | 2.3 кг/к.с.                 | 2.3 кг/к.с.                 |
| Максимальна швидкість | 550 км/г (на висоті 2800 м) | 620 км/г (на висоті 5800 м) |
| Крейсерська швидкість | 300 км/г                    | -                           |
| Операційна дальність  | 1 200 км                    | 1 200 км                    |
| Практична стеля       | -                           | 6 500 м                     |

### Озброєння
- Бомбове: до 800 кг

## Модифікації

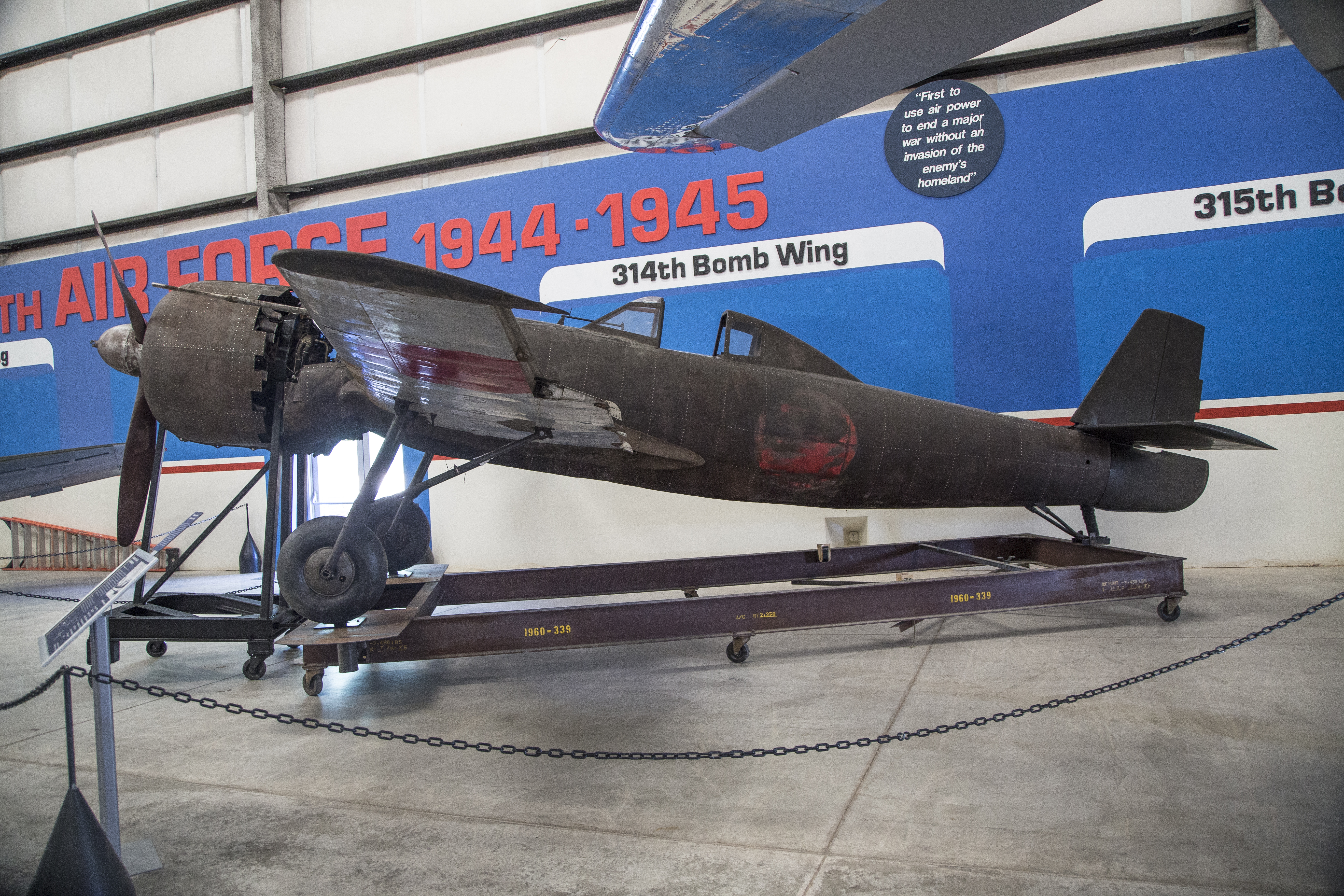
Ki-115 в аерокосмічному музеї Піма в місті Тусон (Аризона)

- Ki-115 — прототип (1 екз.)
- Ki-115a — серійний варіант (104 екз.)
- Ki-115b — проєкт суцільнодерев'яного літака
- Ki-230 — проєкт спрощеного варіанта Ki-115a